# Museo de la Estampación de Premiá de Mar

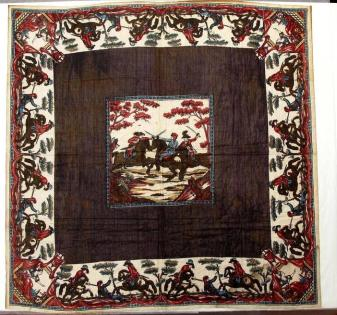
Pañuelo estampado en Ca l’Erasme de Gònima

El museo de la Estampación de Premiá de Mar es un museo dedicado a explicar la historia de la estampación textil en Premiá de Mar y, por extensión, en Cataluña. Forma parte del museo de la Ciencia y de la Técnica de Cataluña y de la Red de Museos Locales de la Diputación de Barcelona y tiene la sede en la antigua Fábrica del Gas de Premiá de Mar. Su objetivo prioritario es exponer muestras y objetos relacionados con la estampación y explicar sus técnicas a través del tiempo, además de destacar el importante papel de esta actividad económica como motor de la industrialización de Cataluña en el pasado.
El museo lleva a cabo tareas de documentación de sus colecciones, a la vez que trasbaja en la ejecución de su proyecto museológico y museográfico.

## Historia
La industria textil y la estampación se han desarrollado con fuerza en todo el Maresme a lo largo de los tiempos. Premiá de Mar, especialmente en el siglo XX, mantuvo una importante actividad fabril en el campo de la estampación, destacando la fábrica Lyon Barcelona S.A. Esta empresa introdujo el sistema de estampación a la lionesa en España y durante gran parte del siglo XX fue la fábrica de estampación más importante de España. Como consecuencia, muchos habitantes de Premiá trabajaron directa o indirectamente en el sector, desde los diseñadores de estampados a los dibujantes que preparaban las separaciones de color y los grabadores que realizaban las pantallas o los cilindros.
El museo ya había iniciado su actividad antes de la aprobación de sus estatutos, el 30 de octubre de 1979, aunque no se constituyó formalmente como tal hasta 1983, promovido por la Associació d'Estudis Científics i Culturals de Premià de Mar (Asociación de Estudios Científicos y Culturales de Premià de Mar) o AECC, que lo acogió en sus dependencias de la calle Àngel Guimerà.
Posteriormente se reformó la antigua masía de Can Manent para acoger el museo y la biblioteca municipal.
A medida que la colección del Museo se fue ampliando se empezó a elaborar el proyecto del nuevo museo, que requería unos equipamientos nuevos y más amplios. Se escogió la antigua Fábrica del Gas, una de cuyas naves se usaba ya como reserva de la colección, como nueva sede del museo y se llevó a cabo un proyecto de restauración dirigido por el arquitecto Rafael de Cáceres.

### La nueva sede
El 14 de abril de 2002 se inauguraron las nuevas instalaciones en la Fábrica del Gas, de estilo modernista y neoclásico; construida en 1884, es la única fábrica de gas de hulla que queda de pie en Cataluña. Acoge también las dependencias de Promoción Económica del Ayuntamiento de Premiá de Mar.
En 2005 se inauguró la exposición permanente, donde se muestran las distintas técnicas de estampación y su evolución entre el siglo XVIII y la actualidad. También se exhiben tejidos y vestidos de época y algunas reproducciones.
En febrero de 2011 el museo firmó un acuerdo con el Museo de Arenys de Mar y el Consorcio del Centro de Documentación y Museo Textil de Terrassa para llevar a cabo una política de adquisiciones coordinada y trabajar conjuntamente en los ámbitos de la formación, la investigación y la documentación.

## Objetivos
El objetivo principal del Museo es explicar las distintas etapas de la estampación en Cataluña. Esta actividad, iniciada con fuerza en el siglo XVIII con las indianas, es fundamental para entender el proceso de industrialización en Cataluña. La gran concentración de fábricas en Barcelona y la extensión de la actividad a muchos otros puntos de Cataluña crearon un potencial técnico y económico que sirvió de base a las fábricas textiles del siglo XIX.

## Estructura
El museo de la Estampación de Premiá de Mar tiene cuatro líneas temáticas básicas:
- Estampación: El objetivo básico en este campo es estudiar, conservar y difundir los restos materiales de la actividad de la estampación, con la finalidad de explicar la contribución y las características de la estampación en el proceso de industrialización de Cataluña.

- Arqueología local: Teniendo en cuenta la riqueza arqueológica del término municipal de Premiá de Mar y la tradición de estudios arqueológicos desarrollada a partir de la AECC y el Museo de Premiá de Mar, que había dirigido la excavación del poblado íbero de la Cadira del Bisbe de Premiá de Dalt, el Museo de la Estampación de Premiá de Mar, único museo de la población y de carácter municipal, tiene la obligación de conservar, estudiar y difundir la arqueología del municipio.

- Historia y etnografía local: Como único museo municipal, el Museo de la Estampación de Premiá de Mar tiene que cuidar de la preservación de los testimonios de la historia y la etnografía locales.

- Fábrica del Gas de Premiá de Mar: La ubicación del Museo en la antigua Fábrica del Mas propicia que se estudie y se musealice esta antigua instalación, dentro del discurso de la industrialización en Cataluña. Este aspecto tiene especial importancia teniendo en cuenta que no existe otra fábrica de gas en Cataluña que se haya musealizado.